# Уланове
Ула́нове —  село в Україні, у Есманьській селищній громаді Шосткинського району Сумської області. Населення у травні 2025 року становило 22 особи. Колишній орган місцевого самоврядування — Уланівська сільська рада.

## Географія
Село Уланове розташоване на березі річки Локня, вище за течією на відстані 3.5 км розташоване село Кореньок, нижче за течією на відстані 1.5 км розташоване село Яструбщина. Село розташовано за 42 км від м. Глухова. 
Довкіл села багато боліт та заболочених озер.

## Історія
Село відоме з початку XVI ст. З 1782 року Уланове - волосний центр. Уланівська волость входила до складу Глухівського повіту Новгород-Сіверського намісництва, з 1796 року Малоросійської, а з 1802 року - Чернігівської губернії.
У селі Уланове було дві церкви - Успенська і Михайлівська.
Священнослужителі Успенської церкви:
- 1886-1903 - священник Лука Калиновський
- 1916 - священник Василь Попов

Священнослужителі Михайлівської церкви:
- 1886 - священник Федір Гораїн
- 1916 - священник Дормидонт Шермеревіч

Близько 3 години ночі з 3 на 4 травня 2022 року росіянами було обстріляне село Уланове Есманської громади. Солдати РФ гатили по населеному пункту, як з гелікоптера, так і "Градами" з землі. Два влучило в навчально-виховний комплекс, ще два влучання були в склад сільськогосподарського підприємства, де зберігалось добриво, - розповів Суспільному староста Уланівського старостинського округу Геннадій Конюхов. Обидва обстріли були здійснені майже одночасно на ділянці відділу прикордонної служби Сумського прикордонного загону. У результаті обстрілу місцевого навчально-виховного комплексу ніхто з людей не постраждав. Хоча самому закладу було завдано серйозних руйнувань. "Повністю зруйновано другий поверх одного крила, кабінет інформатики повністю знищено. Майже всі вікна, двері в школі повибивані, стіни порушені, дах пошкоджено, вхід на другий поверх частково завалений, залишився неушкодженим один єдиний клас", - повідомила директорка Уланівського НВК Тетяна Мінакова. За фактом обстрілу військовими з території РФ школи в Есманській громаді прокуратура розпочала кримінальне провадження.
12 червня 2020 року, відповідно до розпорядження Кабінету Міністрів України № 723-р «Про визначення адміністративних центрів та затвердження територій територіальних громад Сумської області», село увійшло до складу Есманьської селищної громади.
19 липня 2020 року, в результаті адміністративно-територіальної реформи та ліквідації Глухівського району, село увійшло до складу новоутвореного Шосткинського району.

#### Російське вторгнення в Україну (з 2022)
7 серпня 2022 року з 18 години було 16 прильотів із ворожої артилерії по околиці села.
8 липня 2024 року у селі було два обстріли російськими військами. Пролунало два вибухи від ФПВ-дрона та п’ять із міномета 120 мм. У результаті обстрілу пошкоджено лінію електропередач.
16 липня 2024 року російські війська обстріляли село. Зафіксовано 1 вибух, ймовірно ФПВ-дрон.   
10 серпня 2024 року село знову зазнало ворожих російських атак. Як повідомили в оперативному командуванні «Північ» зафіксовано 8 вибухів, ймовірно ствольна артилерія 122 мм.    
26 серпня 2024 року російські загарбники продовжували обстрілювати прикордонні території Сумської області. Зокрема в селі було зафіксовано 3 вибухи, ймовірно міномет 120 мм; 2 вибухи, ймовірно міномет 82 мм; 2 обстріли: 3 вибухи, ймовірно ФПВ-дрон.    
27 серпня 2024 року оперативне командування «Північ» інформує про обстріли села. Зафіксовано 13 вибухів, ймовірно міномет 120 мм; 1 вибух, ймовірно ФПВ-дрон.     
29 серпня 2024 року зафіксовано три вибухи ФПВ-дронів.    

## Населення

### Мова
Розподіл населення за рідною мовою за даними перепису 2001 року:
| Мова       | Кількість | Відсоток |
| ---------- | --------- | -------- |
| українська | 452       | 55.12%   |
| російська  | 363       | 44.27%   |
| білоруська | 3         | 0.37%    |
| румунська  | 1         | 0.12%    |
| болгарська | 1         | 0.12%    |
| Усього     | 820       | 100%     |

## Економіка
- Молочно-товарна і свино-товарна ферми.

## Об'єкти соціальної сфери
- Школа.

## Пам'ятки
- Етнографічний музей «Уланівська оселя»
- Свято-Успенський храм
- Музей історії села Уланове
- Технологія виготовлення писанок в селі Уланове  - елемент нематеріальної культурної спадщини Сумської області[15]

### Городище «Звенигород»
За кілька кілометрів від села розташоване давньоруське городищі XII–XIII ст. - Звенигород. Досі видно вал, обнесений захисним ровом. Судячи із розмірів городища та потужності його укріплень, на цьому місці, можливо, існувало давньоруське місто, яке складалося із дитинця, передгороддя та окремих ремісничих районів.

## Цікаві факти
- Колись біля Знаменської криниці люди просили у Бога дощу, а зараз, кажуть, вода наділена особливою силою: якщо бездітні пари поп’ють з неї, то обов’язково невдовзі стануть батьками. [16]
- Назву села УЛАНове (на р. _ЛОКня) деякі дослідники пов'язують з племенем аланів.[17]

## Відомі люди
- Гончаров Григорій Іванович (1915—2000) — український науковець, фахівець у галузі механізації сільського господарства, кандидат технічних наук (1968).
- Курятник Іван Прокопович (1919—1952) — Герой Радянського Союзу.
- Лобаєв Борис Микитович (1900—1976) — радянський український фахівець у галузі будівництва, доктор технічних наук (1948), професор (1949).
- Лукашов Михайло Трохимович — український радянський діяч, один із організаторів партизанського руху на Сумщині, 1-й секретар Охтирського районного комітету КП(б)У Сумської області, 1-й секретар Щорського районного комітету КПУ Чернігівської області. Депутат Верховної Ради УРСР 2-го скликання.
- Смик Олександр Вікторович — український військовик, учасник російсько-української війни[18].
- Химич Георгій Лукич — вчений і конструктор, стояв біля витоків нового важкого машинобудування в СРСР. На його рахунку — створення першого вітчизняного рейкобалочного стану, криволінійних установок безперервного розливу сталі, автоматизованих блюмінгів. Автор 56 винаходів і 76 патентів у США, Англії, Німеччині. Його перу належать більше 80 наукових статей та 8 монографій[19].